# Coagulación intravascular diseminada
La coagulación intravascular diseminada (CID) o síndrome de desfibrinación es un proceso patológico que se produce como resultado de la formación excesiva de trombina, y que induce el consumo de factores de coagulación y plaquetas en la sangre.
El organismo pierde el control homeostático de la coagulación, generando de manera excesiva trombina y plasmina, lo que produce la aparición de hemorragias en diferentes partes de cuerpo, trombosis obstructivas de la microcirculación, necrosis y disfunciones orgánicas.
Es una enfermedad caracterizada por una activación difusa y simultánea de los sistemas endógenos tanto de la coagulación como de la fibrinólisis que provocan trastornos en la microcirculación y una función endotelial defectuosa; el depósito de pequeños trombos en la circulación conduce finalmente a la disfunción orgánica múltiple y en algunos casos a la muerte.

## Historia
En 1834, M. Dupuy informó el primer caso de coagulación intravascular diseminada después de la inyección de extractos de tejido encefálico en animales. En 1865, Armand Trousseau describió la aparición de múltiples trombosis diseminadas en un enfermo con cáncer avanzado y propuso que el tumor producía sustancias que favorecían el desarrollo de fenómenos trombóticos.
En 1873, Naunyn mostró que la inyección de glóbulos rojos disueltos podía provocar una trombosis diseminada. Posteriormente, Wooldridge y otros, demostraron que el procoagulante implicado en este proceso no era la hemoglobina sino una sustancia contenida en los eritrocitos. En 1875, Landois inyecta sangre humana por vía venosa en perros, y encuentra trombos hialinos en los vasos del mesenterio.
La primera descripción de la CID se debe a W.H. Seegers en 1950. Una descripción más extensa y detallada fue publicada en el año 1955 por Ratnoff y Pritchard donde describen observaciones respecto del síndrome hemorrágico del embarazo.  En el mismo año, McKay y Shapiro, asocian estos trastornos de la coagulación con una reacción de Schwartzman, mientras que Crowell por otra parte, lo asocia a choque circulatorio irreversible de cualquier etiología. Sin embargo, la primera vez que vemos utilizar la terminología CID es en 1959 por el mismo McKay, esta vez junto con Hardaway.
El mecanismo por el cual la CID puede conducir a sangrado fue clarificado en 1961, por Lasch y colaboradores, quienes introdujeron el concepto de "Coagulopatía de consumo". McKay en 1965 estableció que la CID es un hecho patogenético que puede ser producto de muchas enfermedades.
En 1969, McKay sugirió que, independientemente de su fisiopatología, la CID siempre se presenta como un fenómeno secundario a un estado patológico subyacente.

## Fisiopatología
La CID se le conoce comúnmente como "coagulopatía de consumo" precisamente porque las proteínas que controlan la cascada de la coagulación están hiperactivas hasta el punto de agotarse. Clínicamente, es una enfermedad trombohemorrágica, es decir, se pueden observar tanto eventos trombóticos como hemorrágicos en el mismo paciente.
Pese a la gran cantidad de posibles causas de CID, todas tienen en común un esquema similar de patogénesis con cuatro puntos principales:
1. Activación de la cascada de la coagulación: la CID siempre se inicia tras la activación de la vía extrínseca de la coagulación; el factor tisular producido por las células lesionadas, los macrófagos o las células neoplásicas estimula la activación del factor VII, y esto conduce finalmente a la producción de trombina.[4]
2. Generación de trombina: se produce secundaria a la activación de la cascada de la coagulación; la trombina induce agregación de las plaquetas y convierte el fibrinógeno en fibrina. Es, por lo tanto, responsable directa de la aparición de trombos difusos en la circulación.[4]
3. Estímulo de la fibrinólisis: cada vez que se activa la cascada de la coagulación empiezan a operar, en forma simultánea, los mecanismos encaminados a hacer fibrinólisis. La plasmina, que es el efector principal de la fibrinólisis endógena, tiene la capacidad de destruir los complejos de fibrina que se depositan en la circulación. Tras la interacción plasmina-fibrina, se liberan sustancias que normalmente no están presentes en el torrente sanguíneo, las cuales se comportan como neoantígenos que secundariamente estimulan la respuesta inflamatoria del individuo. El más importante de estos productos de degradación de la fibrina es el dímero D, que es fácil de medir y fiel reflejo de la activación fibrinolítica.[4]
4. Activación de respuesta inflamatoria: como ya se mencionó, la inflamación que inicialmente se presenta asociada al proceso patológico subyacente se ve favorecida por la estimulación secundaria del sistema del complemento y de las quininas que se produce tras la aparición en la sangre de neoantígenos como el dímero D. Además de lo anterior, hay una lesión difusa del endotelio que le hace perder sus propiedades antitrombóticas y facilita la aparición de trombosis.[4]

## Síntomas
Entre los síntomas más comunes encontramos:
- Sangrado, posiblemente, de muchos sitios en el cuerpo.
- Coágulos de sangre: son masas que se presentan cuando la sangre se endurece pasando de líquida a sólida.
- Hematoma.
- Baja presión arterial: Esto se da cuando la presión baja a 90/60 mmHg o menos.

## Tipos de CID
CID AGUDA:
Se presenta por
- Infección localizada
- Trauma tisular
- Calamidades obstétricas
- Sepsis

CID CRÓNICA:
Este es común encontrarlo en situaciones de:
- Cáncer
- Feto muerto y retenido
- Mieloproliferativos
- Hepatopatías
- Colagenopatias:
- LES (lupus eritematoso sistémico), esclerodermia
- Nefropatías: SUH (síndrome urémico hemolítico)

CID LOCALIZADA:
Esta se presenta cuando hay:
- Hemangioma gigante (síndrome de Kasabach-Merritt)

Aneurisma aorta abdominal
- Telangiectasia hemorrágica hereditaria SUH (síndrome urémico hemolítico), PTT (púrpura trombocitopénica trombótica),
- Rechazo agudo de trasplante renal.

## Causas
Se dan inicialmente como síndrome de respuesta inflamatoria sistémica: exposición del colágeno, liberación de mediadores inflamatorios. En respuestas inmunomediadas liberan fosfolípidos de la membrana de los eritrocitos, detritos celulares y citosinas.
- Trauma, quemaduras y destrucción de tejidos.[9]
- Shock o acidosis metabólica: exposición del colágeno subendotelial, acelera la respuesta inmune e impide el aclaramiento de las proteínas de coagulación activadas.[9]
- Neoplasias: exposición del colágeno y liberación de detritos[9]
- Enfermedad hepática o esplénica: producción inadecuada de proteínas de coagulación y aclaramiento inadecuado de las proteínas activadas.[9]
- Dirofilariasis: liberación de tromboplastina tisular a circulación.
- Envenenamiento: activa la coagulación del factor X.[10]
- Golpe de calor: expone el colágeno subendotelial.[9]
- Endotoxemia: activación de las proteínas de la coagulación.[9]
- Sepsis e infecciones.
- Neoplasias sólidas y leucemias.
- Reacciones inmunológicas.
- Hemólisis.
- Hipoxia severa.
- Hipotermia.
- Hipertermia.

## Diagnóstico y pruebas de laboratorio
El diagnóstico de CID debe tomar en cuenta los aspectos clínicos (sangrado, falla orgánica múltiple) y evidencia de una enfermedad de fondo que puede desencadenar en coagulación intravascular diseminada. A continuación se citan las pruebas que son de utilidad en el diagnóstico de CID, sin embargo, se debe tomar en cuenta que según la fase puede que no todas se alteren como se esperaría.
- Plaquetas: es de esperarse encontrar una trombocitopenia moderada a grave, con presencia de activación plaquetaria.[10]
- Frotis sanguíneo: encontrar esquistocitos o fragmentocitos, es compatible con microangiopatía. Hay ruptura de los eritrocitos al pasar por los trombos.[10]
- Tiempos de coagulación: su utilidad es para evaluar la hemostasia secundaria. La medición de tiempo de protrombina (TP) y tiempo de tromboplastina parcial activa (TTPa) va a estar prolongada, principalmente en la CID aguda. En la presentación subaguda o crónica, en que los signos clínicos son mínimos o casi inaparentes, puede que la alteración no sea tan marcada en estas pruebas, incluso podrían estar disminuidos.[9]
- Fibrinógeno: esta prueba busca determinar concentraciones disminuidas de fibrinógeno (hipofibrinogenemia), el método de precipitación con calor que se utiliza para detectar aumentos en procesos inflamatorios, por lo tanto para determinar una disminución en el fibrinógeno se debe utilizar trombina agregada al plasma citratado para formar un coágulo, la velocidad de formación de dicho coágulo es proporcional a la concentración del fibrinógeno.[9]
- Antitrombina III: la concentración de antitrombina disminuye en más de un 60 % en desórdenes de hipercoagulabilidad. También puede disminuir en insuficiencias hepáticas graves o en casos de nefropatías o enteropatías con pérdida de proteínas.[9]

En las pruebas de laboratorio se encuentra el reencuento de plaquetas: el Cid presenta una trombocitopenia moderada de 50-100 000/µl, pero no es sensible ni específica.
Tiempos de coagulación: Hay un aumento en el consumo de factores de coagulación que implica un alargamiento de los tiempos en un aproximado 50-75 % de los casos.
Concentración de fibrinógeno: El descenso de fibrinógeno a niveles menores de 50 mg/dl, que provocan un aumento de hemorragias e incremento de PDF, provoca que el tiempo de trombina se encuentre prolongando en un 70-80 % de los casos.
PDF y dímero D: cuando hay un aumento del PDF y dímero D, indican la presencia de hiperfribrinólisis a causa de la generación de pasmina; el dímero D se presentan cuando hay degradación de la fibrina polimerizada, la combinación de PDF y dímero D en un paciente con sospecha clínica de CID es casi un 100 % específica de este síndrome.

## Tratamiento
Control de la enfermedad primaria variará de acuerdo al diagnóstico e incluirá desde antibióticoterapia, hasta quimioterapia o cirugía, entre muchas otras. Inhibición de la trombosis. Las heparinas actúan uniéndose a la ATIII a través de un «pentasacárido crítico», aumenta el mil veces la capacidad de esta última de inhibir al FIIa, XIIa, XIa, Xa, IXa, calicreína y plasmina.
Soporte de la microvasculatura y la perfusión tisular. La fluidoterapia agresiva con cristaloides o expansores plasmáticos “diluye” los factores de la coagulación y fibrinolíticos presentes en la circulación, “arrastra” los microtrombos y mantiene la permeabilidad de las arteriolas precapilares, posibilitando la perfusión e intercambio de oxígeno eficiente.